# NGC 4555
NGC 4555 је елиптична галаксија у сазвежђу Береникина коса која се налази на NGC листи објеката дубоког неба.
Деклинација објекта је + 26° 31' 26" а ректасцензија 12h 35m 41,0s. Привидна величина (магнитуда) објекта NGC 4555 износи 12,4 а фотографска магнитуда 13,4. NGC 4555 је још познат и под ознакама IC 3545, UGC 7762, MCG 5-30-26, CGCG 159-21, PGC 41975.